# Kościół św. Mateusza w Starogardzie Gdańskim
Kościół św. Mateusza – rzymskokatolicki, gotycki kościół parafialny znajdujący się w Starogardzie Gdańskim przy ul. Hallera 3, wybudowany w XIV wieku. Jest najstarszym kościołem w mieście.
W 1962 obiekt wpisano do rejestru zabytków.

## Historia
Początki starogardzkiej fary sięgają XIV wieku. Według starych przekazów, kościół powstał na miejscu pogańskiej świątyni Swaroga. Legenda głosi, że stojącą w południowej kruchcie kamienną kropielnicę wykuto z ogromnego posągu Swaroga. 
Pierwszy etap budowy kościoła trwał w latach 1305-1309, powstała świątynia wielkości obecnego prezbiterium. Do 1350 wzniesiono trzy nawy. Pierwotnie nosił wezwanie Najświętszej Maryi Panny. W 1461, 1484 i 1665 kościół był niszczony przez pożary. W okresie reformacji został przejęty przez protestantów, w rękach których był do 1599. W tym czasie kościół nosił już obecnego patrona. W 1650 dobudowano południową kaplicę pw. Podwyższenia Krzyża Świętego, a w 1658 północną pw. św. Barbary. Budowlę zregotycyzowano na przełomie XIX i XX wieku, wtedy też dobudowano neogotycką kruchtę. Podczas II wojny światowej zniszczona została kaplica Przemienienia Pańskiego, odbudowano ją staraniem ks. Pawła Wieckiego. W 1996 wzniesiono wolno stojącą dzwonnicę.

## Architektura
Pierwotnie fara miała kształt odpowiadający obecnemu prezbiterium. Jest ono oddzielone od nawy głównej łukiem tęczowym. Krzyżacy rozbudowali kościół o trzy nawy, rozmieszczone symetrycznie na osi wschód-zachód i rozdzielone filarami. W nawach bocznych zachowało się gotyckie sklepienie gwiaździste. Starogardzka fara, jako jedna z nielicznych świątyń na Pomorzu, otrzymała układ bazylikowy. 
Dawniej we wschodnim zakończeniu południowej nawy istniała wieża, rozebrana w 1796 r. Na początku XX wieku usunięto również sygnaturkę
Do XVIII wieku kościół był otoczony cmentarzem. W cegłach zewnętrznego muru zachowały się charakterystyczne okrągłe wgłębienia, pochodzące z czasów krzesania ognia na potrzeby kultowe. Po południowej stronie znajduje się XIX-wieczne kamienne epitafium Fabiana Legendorfa-Mgowskiego, zmarłego w 1483 starosty starogardzkiego i wojewody pomorskiego. 
Na szczycie południowej kruchty w 1999 umieszczono replikę drewnianej średniowiecznej rzeźby, tzw. Chrystusa Starogardzkiego. Oryginał, datowany na ok. 1320, odkryto w farze w roku 1930. Znajduje się on obecnie w Muzeum Diecezjalnym w Pelplinie.

## Wnętrze kościoła
Na łuku tęczowym, oddzielającym prezbiterium od nawy głównej, znajduje się wielki fresk „Sąd Ostateczny” z około XV w., odkryty dopiero w 1957. Pośrodku na tronie zasiada Chrystus, u stóp ma archanioła Michała. Po prawicy klęczą Maryja ze św. Katarzyną i św. Barbarą, a po lewej ręce – św. Jan Chrzciciel oraz święci Piotr i Paweł.
W prezbiterium, po prawej stronie znajduje się renesansowy nagrobek Jerzego Niemojewskiego herbu Rola z Lubieńca (zm. 1615), starosty starogardzkiego, wyobrażający leżącą postać zmarłego. Jerzy Niemojewski to syn Janusza i Katarzyny Marianny Kostka, herbu Dąbrowa

## Galeria

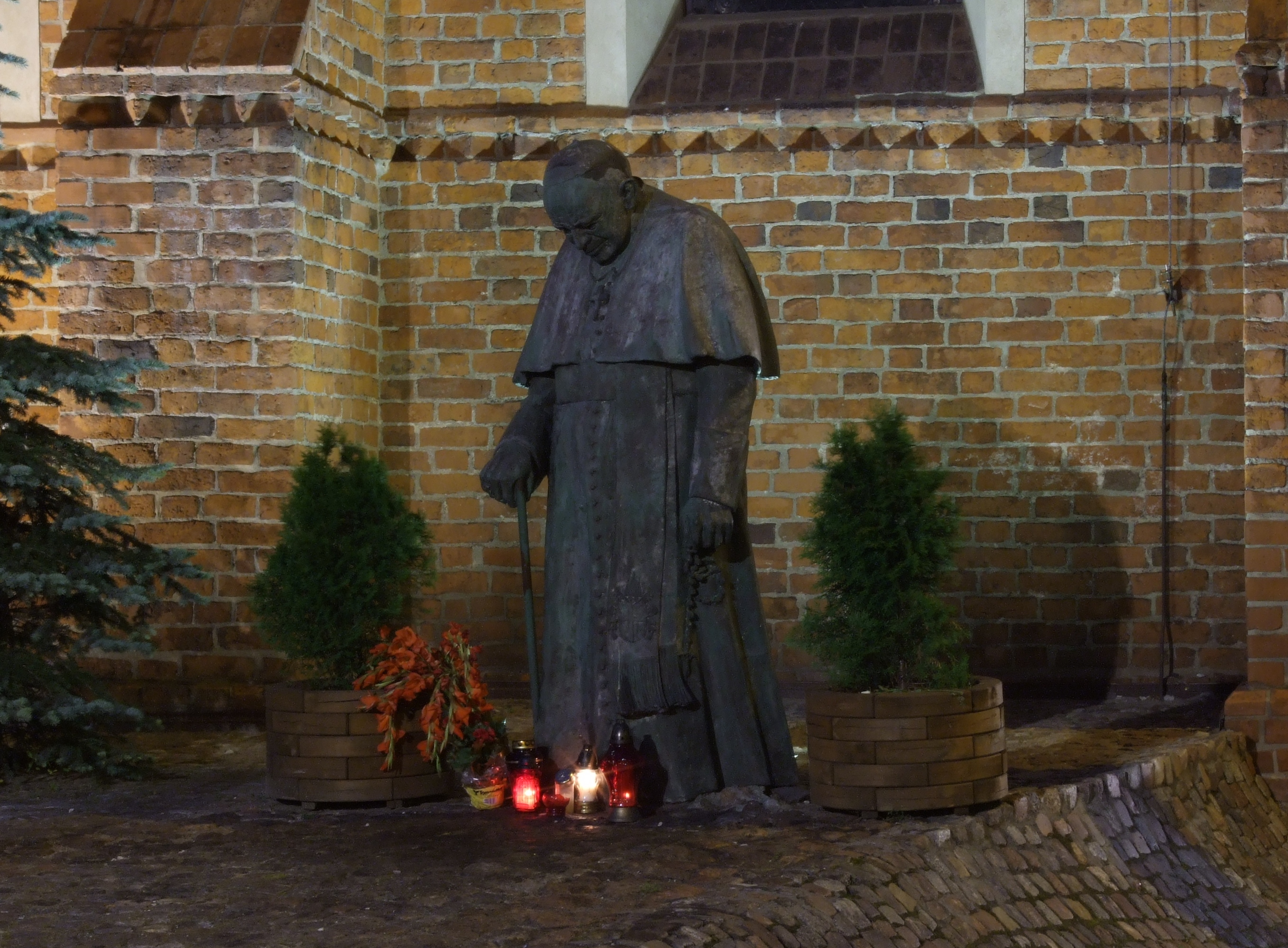
Pomnik przy kościele
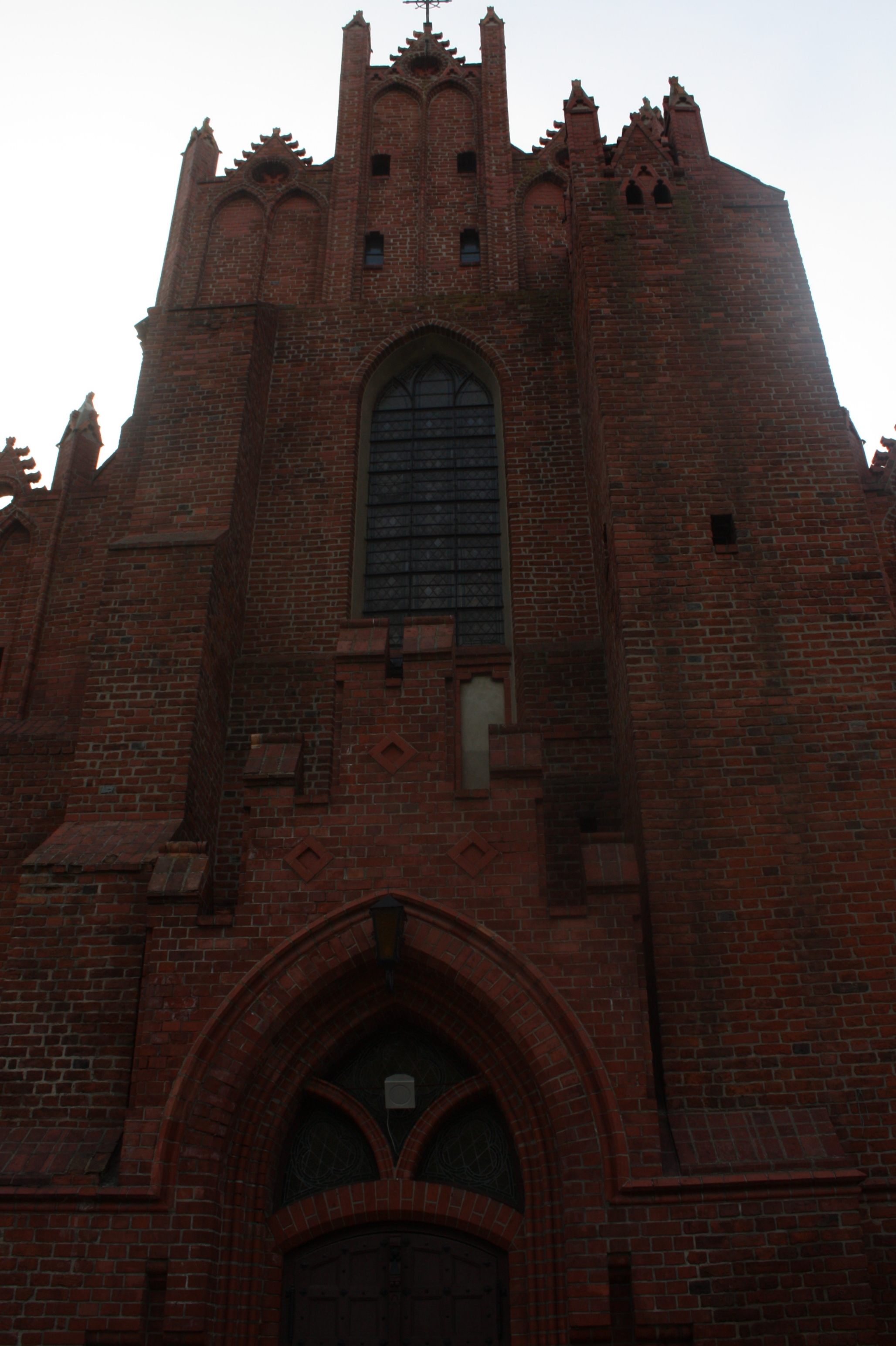
Fasada kościoła
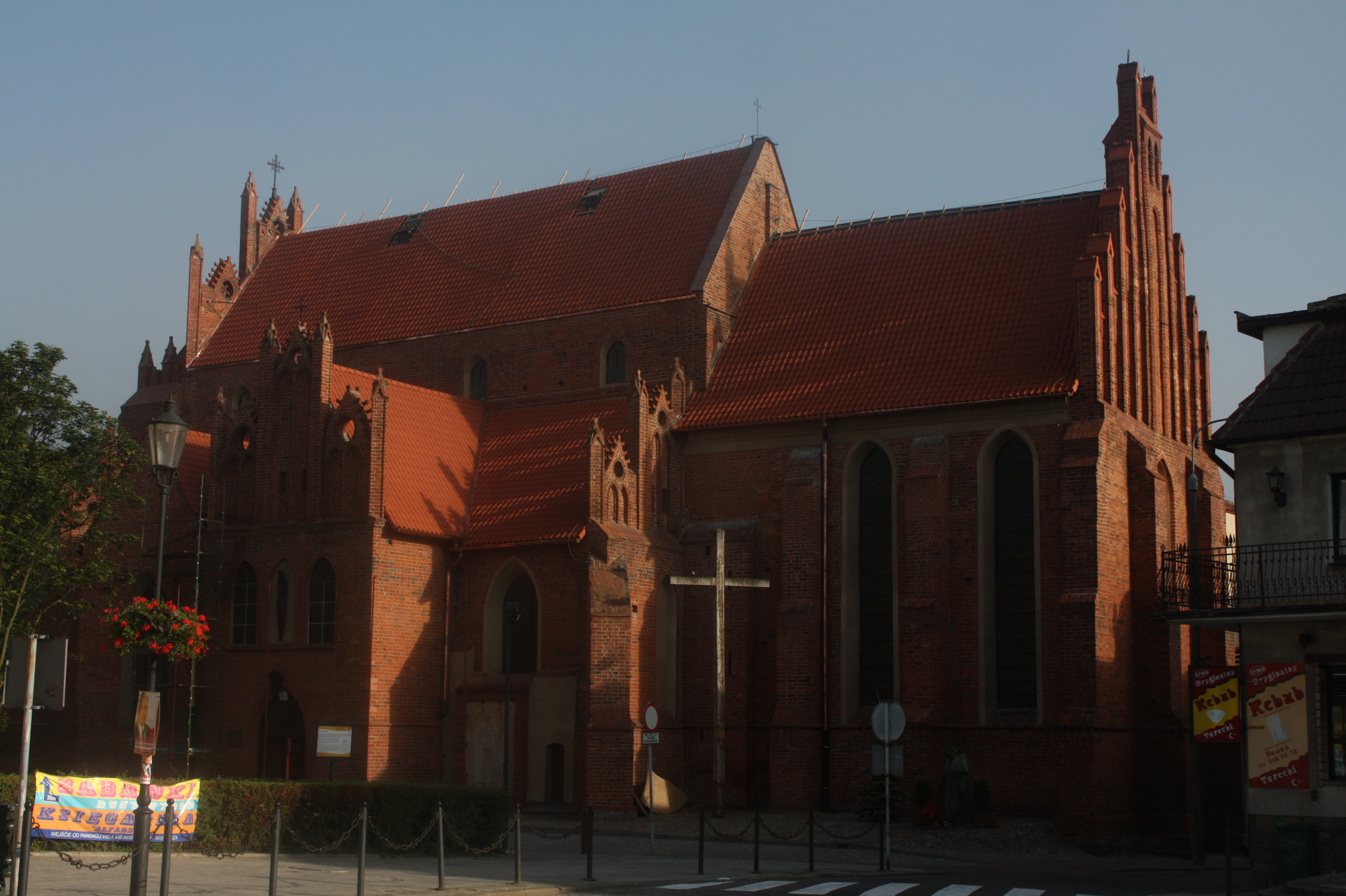
Widok od Strony Rynku
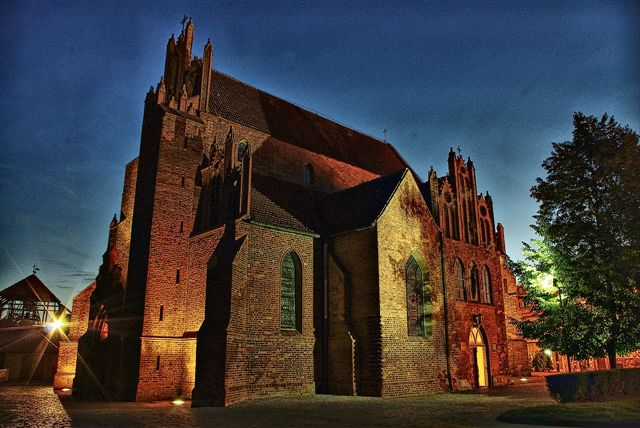
Widok nocą
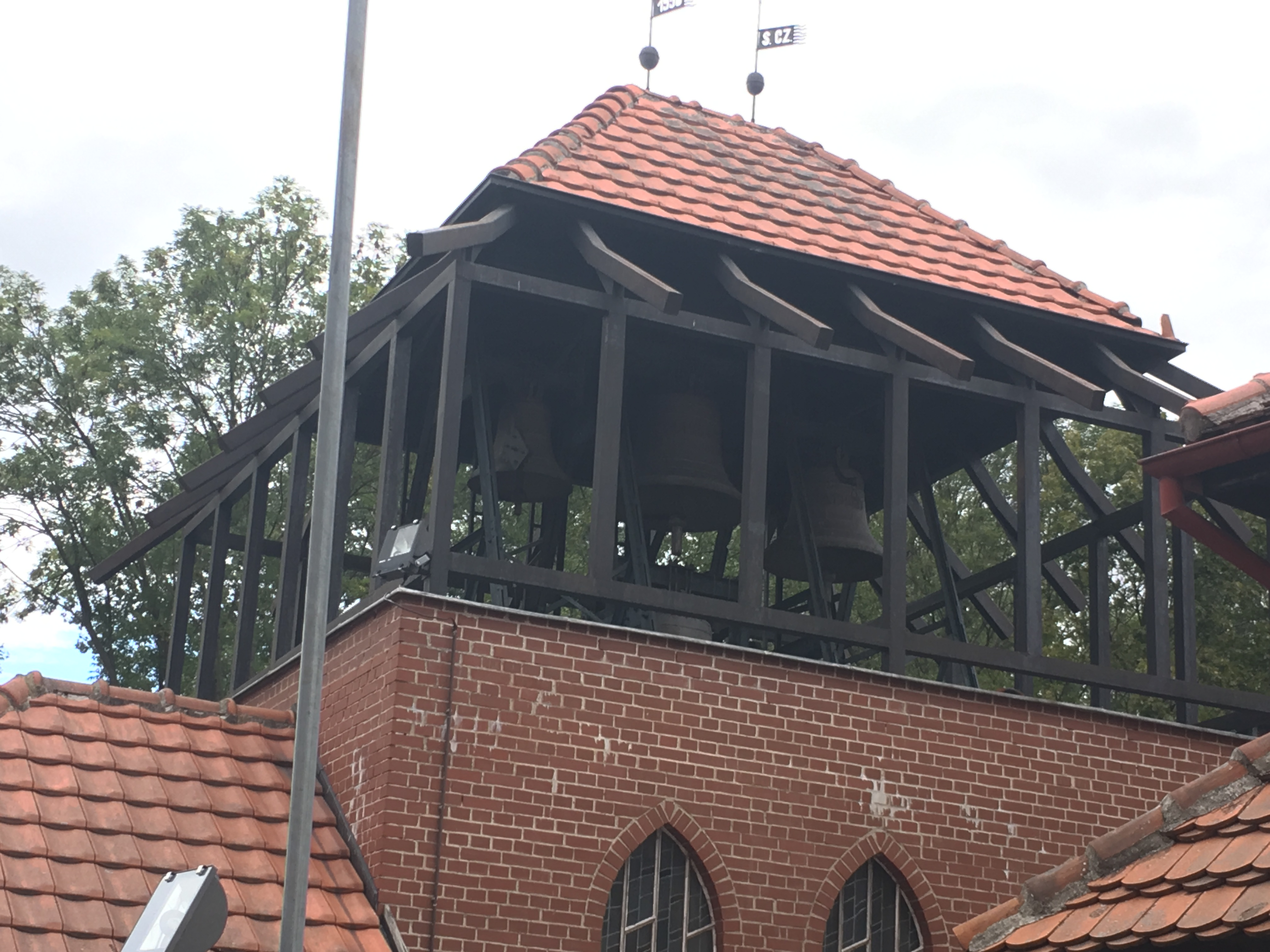
Dzwonnica kościoła
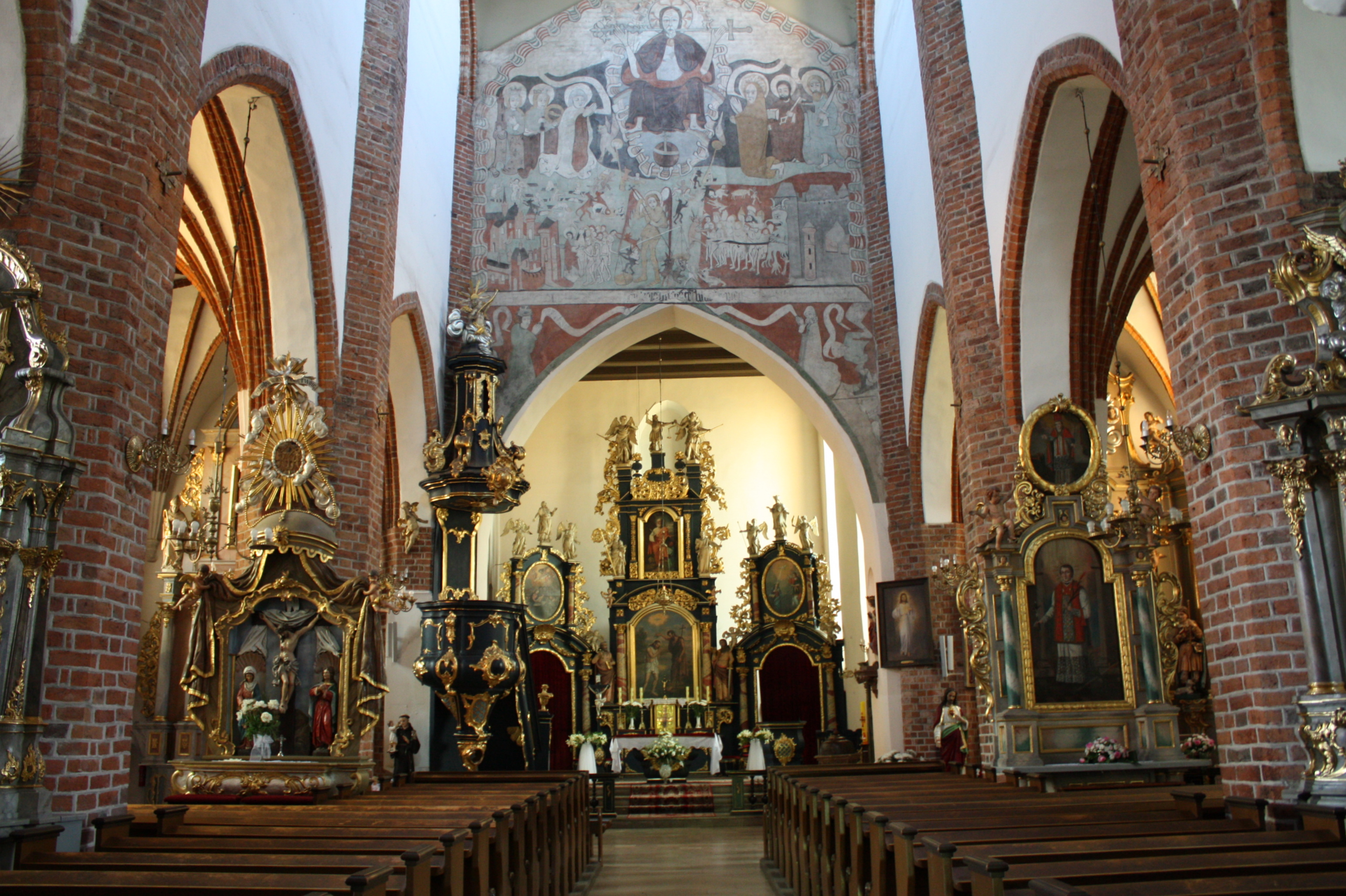
Wnętrze i ołtarz
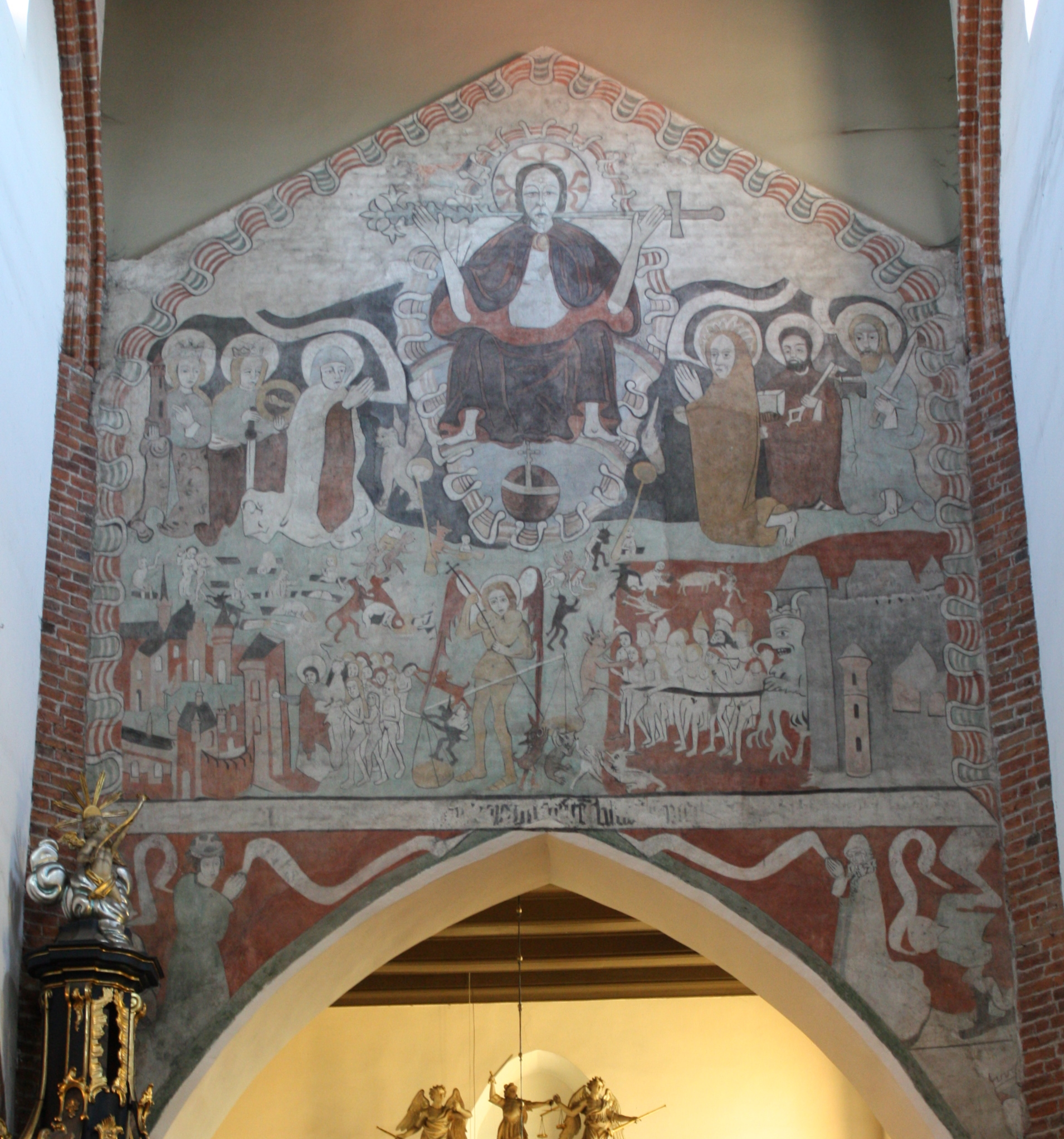
Fresk „Sąd Ostateczny” z około XV w.
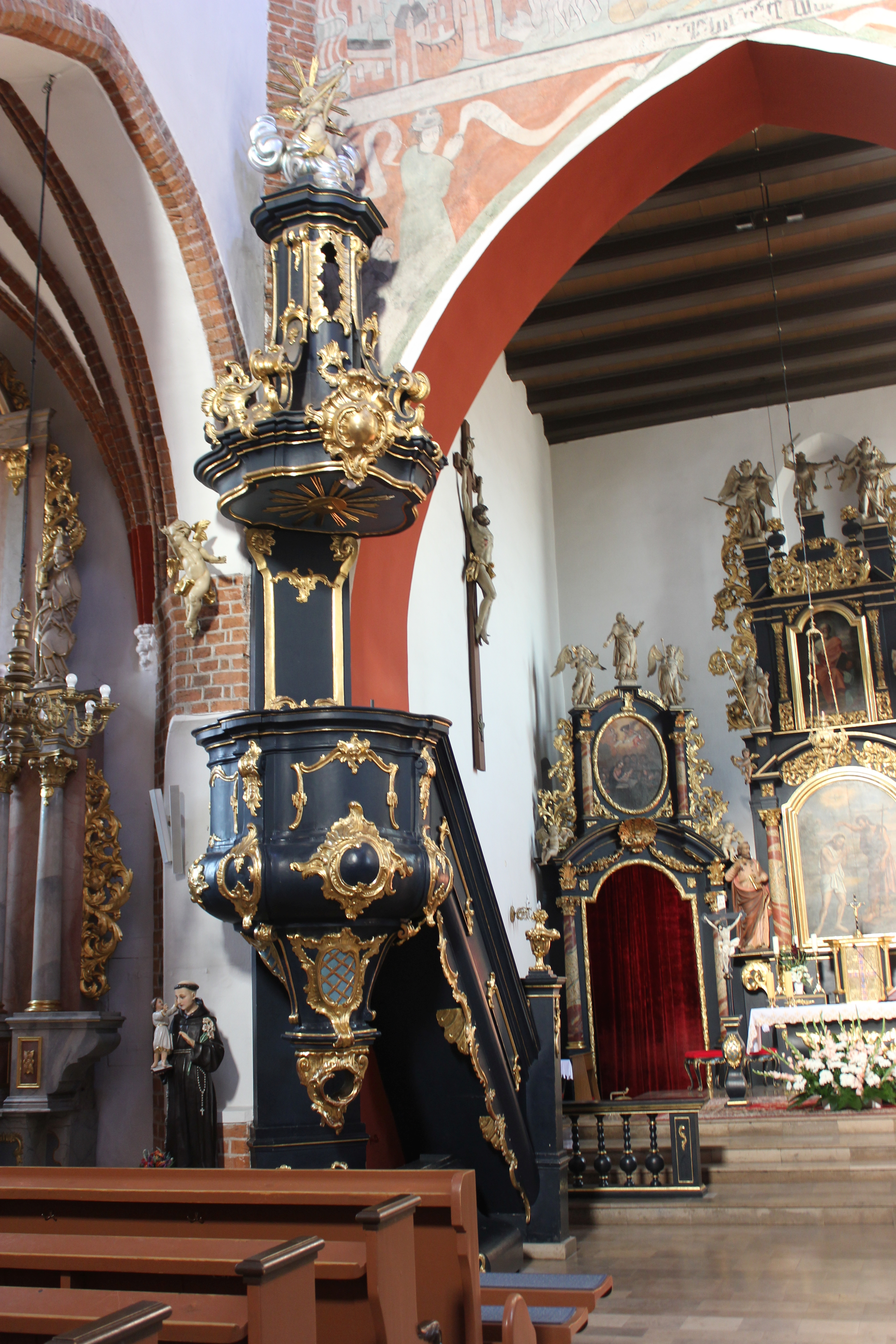
Ambona w kościele
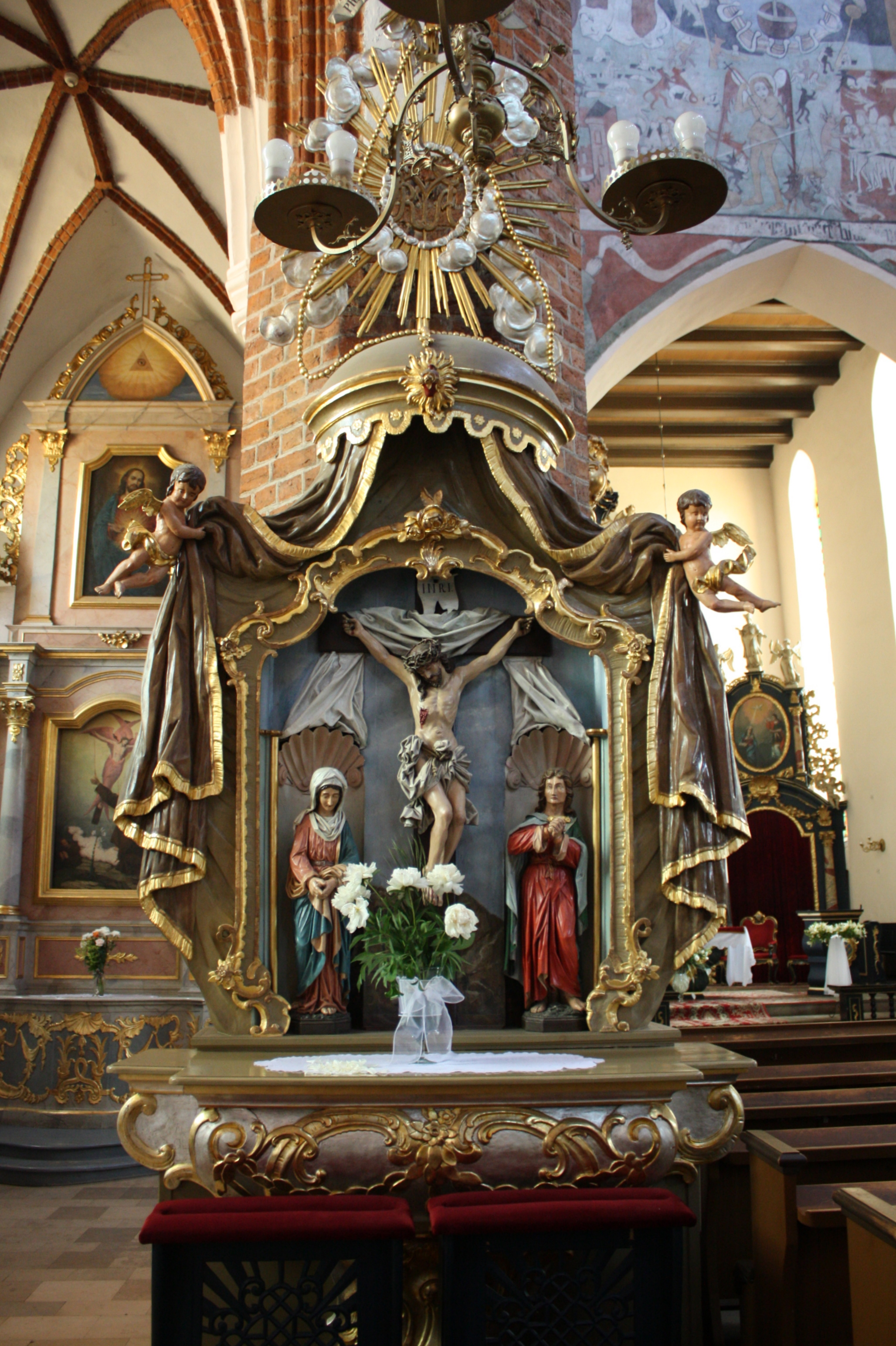
Ołtarz boczny przedstawiający Jezusa na krzyżu